# 林鑄禹
林鑄禹（16世紀—17世紀），字九疇，福建福州府閩縣隱洋人，明朝、南明政治人物。

## 生平
林鑄禹十三歲入學為諸生，崇禎十二年（1639年）中舉人，十六年（1643年）成進士，獲授貴池知縣，貴池是池州府倚郭，供給困難，他以身作則、體恤人民受愛戴；弘光帝在南京即位，次年左良玉帶兵南下，其病逝後由兒子左夢庚繼續領兵，自彭澤連破建德、東流，摧殘安慶，攻至池州，林鑄禹抵抗四十多日後無法支持，因此出城會見左夢庚，說：「你號稱清君側，這很好，可是人臣無將，豈不是像苗劉一樣大不敬？況且池州人民有何罪，必須除之而後快麼」？對方無言以對，於是解圍離開，到南京失陷，他回鄉歸隱。

## 引用
1. 1 2  同治《重纂福建通志·卷百九十六·人物》：林鑄禹，字九疇，居隱洋，年十三補諸生，崇禎癸未進士，知貴池縣，縣倚郭困於供給，鑄禹律身以廉，能行其意以恤民，民感祀之。福王稱號南京，踰年左良玉舉兵南下。既死，子夢庚自彭澤下，連陷建德、東流，殘安慶，至池州，鑄禹力禦四十餘日，勢且不支，乃出見夢庚曰：「君號清君側，甚善，顧人臣無將，奈何跡同苗、劉，冒不韙名乎？且池民何罪，必芟之始快也」？夢庚無以應，乃解圍去。南京破，鑄禹遂歸隱。
2. ↑  同治《重纂福建通志·卷百五十六·選舉》：明舉人……崇禎十二年 己卯 鍾垣榜 福州府……林鑄禹 十六年進士
3. ↑  錢海岳《南明史·卷三十五·列傳第十一》：（弘光）時鳳、廬、安、太、池、寧、徽、滁、和、廣先後府州縣官可紀者：……林鑄禹，字九疇，閩縣人。崇禎十六年進士。貴池知縣。左夢庚反，力拒四十日，且不支，出見曰：「君號清君側，甚善，然人臣無將，奈何跡同苗、劉，冒不慶名？且池民何罪，必芟之始快？」夢庚無以應，乃解去。